# 莫斯哈姆魏爾巴赫河

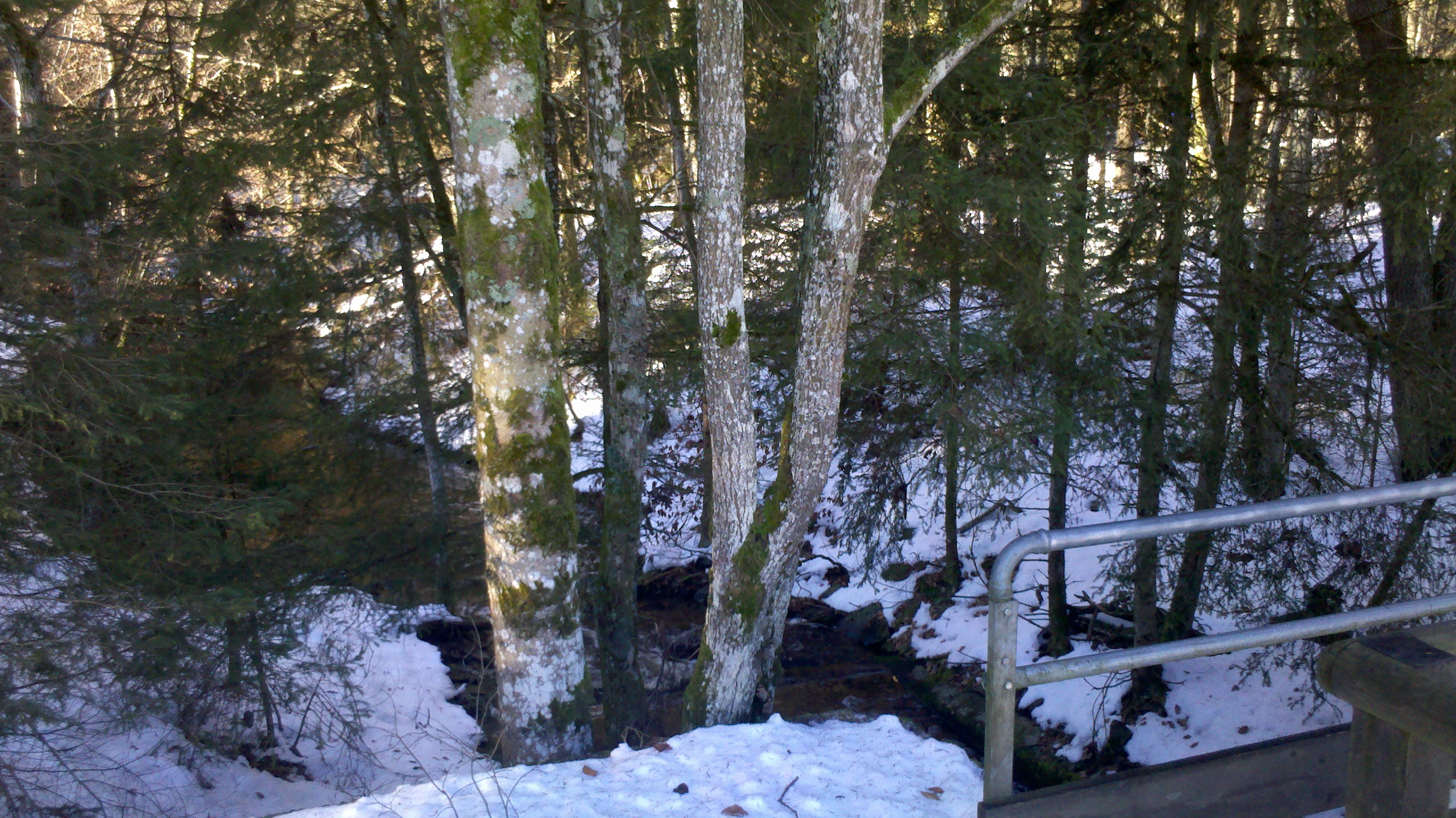

47°53′31″N 11°29′26″E / 47.891946°N 11.490655°E
莫斯哈姆魏爾巴赫河（德語：Mooshamer Weiherbach），是德國的河流，位於該國東南部，由巴伐利亞負責管轄，屬於莫斯巴赫河的左支流，河道全長6.6公里，流經上巴伐利亞行政區。